# Caripetella madagascariensis
Caripetella madagascariensis là một loài nhện trong họ Pisauridae.
Loài này thuộc chi Caripetella. Caripetella madagascariensis được miêu tả năm 1886 bởi Lenz.